# Mangrovewaaierstaart
De mangrovewaaierstaart (Rhipidura phasiana) is een zangvogel uit de familie Rhipiduridae (waaierstaarten).

## Verspreiding en leefgebied
Deze soort komt voor in zuidelijk Nieuw-Guinea en noordelijk Australië.

## Status
De grootte van de populatie is niet gekwantificeerd maar de soort wordt omschreven als doorgaans schaars maar plaatselijk soms algemeen. Op de Rode lijst van de IUCN heeft deze soort de status niet bedreigd.